# El Mdou
 (mars 2025).
Si vous disposez d'ouvrages ou d'articles de référence ou si vous connaissez des sites web de qualité traitant du thème abordé ici, merci de compléter l'article en donnant les références utiles à sa vérifiabilité et en les liant à la section « Notes et références ».
El Mdou est un village du sud de la Tunisie situé à huit kilomètres à l'ouest de Gabès et dépendant du gouvernorat de Gabès.

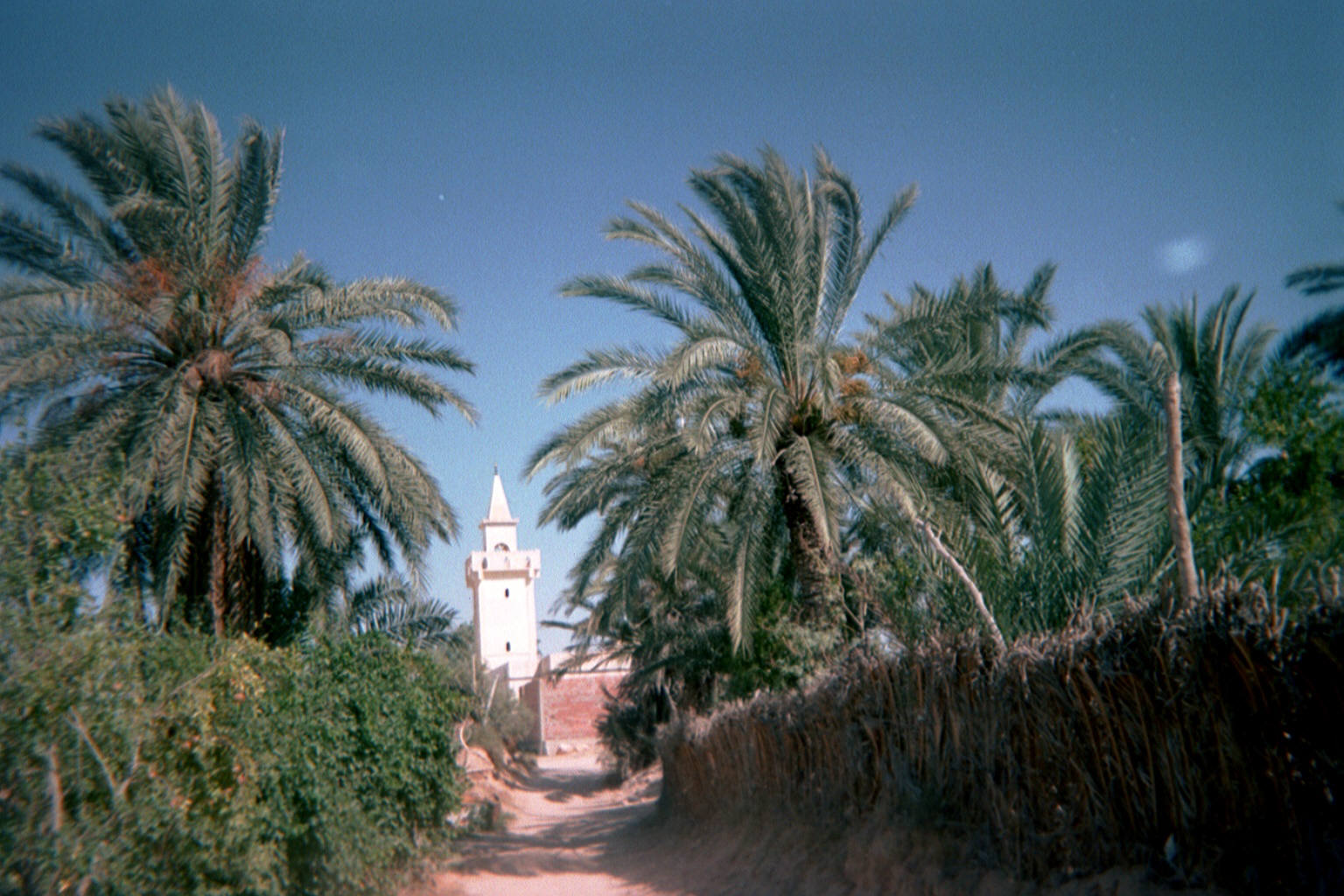
Vue de la mosquée du village.

Une route régionale le traverse et le relie à Gabès et Matmata, notamment au travers d'une ligne d'autobus. Une route part en direction de El Hamma et une autre vers Limaya. Le village abrite une école, une mosquée ainsi qu'une antenne de téléphonie mobile permettant de couvrir la région de Gabès.
L'économie du village est fortement tournée vers la palmeraie où l'on trouve des palmiers-dattiers, des abricotiers, des grenadiers, des oliveraies, des palmiers ainsi que des fleurs de henné. Quelques commerces sont présents comme une quincaillerie et une épicerie mais la plupart des habitants font leurs achats au souk de Gabès.